# Legea volumelor constante
Legea volumelor constante a fost enunțată de fizicianul francez Joseph Louis Gay-Lussac (1778 - 1850) în 1808. Aceasta spune:
La presiune constantă, între volumele gazelor care reacționează și volumele gazelor care rezultă există un raport de numere întregi și mici.

## Consecințe
- Moleculele substanțelor gazoase simple sunt diatomice;

clor + hidrogen{\displaystyle \rightarrow }acid clorhidric, în prezența luminii;
Studiul cantitativ al acestei reacții a avut la bază legea lui Avogadro (volume egale de gaze diferite, aflate în aceleași condiții de temperatură și presiune, au același număr de particule).
1 volum clor + 1 volum hidrogen{\displaystyle \rightarrow }2 volume acid clorhidric.
n molecule clor + n molecule hidrogen{\displaystyle \rightarrow }2n molecule acid clorhidric.
{\displaystyle \Rightarrow }1 moleculă clor + 1 moleculă hidrogen{\displaystyle \rightarrow }2 molecule acid clorhidric; H-Cl 1:1.
- Numărul lui Avogadro, care reprezintă numărul de particule prezente într-un mol de substanță (NA=6,023e23).

Arată că:
1 atg S .......... 32g ...... 6,023e23 at S
1 atg Na ........ 23g ...... 6,023e23 at Na
1 mol O2 ....... 32g ...... 6,023e23 molecule O
1 mol H2O ..... 18g ...... 6,023e23 molecule H2O
1 mol Na+Cl- .. 58,5g ... 6,023e23 perechi de ioni